# 近藤真広 (フジテレビプロデューサー)
近藤 真広（こんどう まさひろ、1971年6月9日 - ）は、日本のテレビプロデューサー。フジテレビジョンニュース総局情報制作局情報制作センター、前・編成局制作センター第二制作室チーフプロデューサー。
妻はNHK教育テレビ『おかあさんといっしょ』17代目『歌のお姉さん』の茂森あゆみ。

## 経歴
東京都世田谷区出身。慶應義塾志木高等学校、慶應義塾大学卒業。
1994年入社。ディレクターとして『めちゃ2イケてるッ!』を番組開始初期から、総合演出として『テレビシャカイ実験 あすなろラボ』を手掛けている。かつて自身がディレクターを担当していた『めちゃイケ』の収録後に会議をする際、眠眠打破をガブ飲みし白目を向いて寝ていたという。
爽やかな青年という雰囲気だが、2001年のスタート時からディレクターを務めていた『はねるのトびら』ではロバート・秋山竜次曰く「軍隊のよう」と評されるほど演技指導が厳しく、現代のパワハラに匹敵する言葉を容赦なく発し、出演メンバーから「鬼演出」と呼ばれていた。
近藤は『めちゃイケ』時代から上司であった片岡飛鳥を超えたいという意識が強かったようである。はねトびのメンバーであるロバート・山本博はロケバスの中で『めちゃイケ』を見て笑っていたところ近藤に「お前は芸能界に刀を抜いたんだ、何笑っちゃってんだよ。それをひっくり返していくんだろ、お前たちが！」と激怒。レインボーブリッジで「お前とはやってられないからすぐに降りろ」とバスを降ろされたという。後に近藤は「『芸人同士で切磋琢磨してほしい』という応援の意味があった」という弁明をしている。ただ、「めちゃイケ」のメンバーは近藤のこのような姿を見たことがないようでかなり驚愕していたが、「はねトび」終了後は時代の変化もあり、はねトびのメンバーたちへの態度も軟化している。
妻の茂森は高校の頃出会い、ともに業界入りする前から面識があった。2004年に第1子（長男）、2008年に第2子（次男）、2011年に第3子（長女）が生まれている。交際当時には「めちゃイケ」のメンバーたちに「団子食った?」「団子の男」「10年間団子食ってたんだ。」「俺も団子食いてえ」などと散々いじられていた。

## 担当番組

### 現在
- ガンバラナー 企画
- なんかいみちゃうTV 企画・プロデュース

### 過去
- 森田一義アワー 笑っていいとも!（AD）
- 夢がMORI MORI（AD）
- とんねるずのみなさんのおかげでした（AD）
- めちゃ×2モテたいッ!（AD）
- めちゃ×2イケてるッ!（ディレクター）
- はねるのトびら（ディレクター → 演出 → 演出・プロデュース）
- マバタキー（制作）
- テレビシャカイ実験 あすなろラボ（総合演出）
- ワオ（監督）
- EXILEカジノ (演出)
- 爆笑ヒットパレード（チーフプロデューサー、2019年）※黒木彰一と共同
- ウケメン（企画・プロデュース）
- 7G〜SEVENTH GENERATION〜（企画・プロデュース）
- ナイナイ・キンコン・シモフリのカコイチ恥ずい旅（企画・プロデュース）
- Do8（企画・プロデュース）